# ۱۱ آبان
۱۱ آبان دویست و بیست و هفتمین روز سال در گاه‌شماری خورشیدی است. به پایان سال ۱۳۸ روز (۱۳۹ روز در سال کبیسه) باقی‌است.

## رویدادها
- ۱۳۶۵ - حادثه ۱۱ آبان ۱۳۶۵ فروند هواپیمای سی ۱۳۰ نهاجا

## زادروزها
- ۱۳۱۹ - شهبال شب‌پره، خواننده
- ۱۳۳۲ - عبدالفتاح سلطانی، وکیل و زندانی سیاسی
- ۱۳۵۱ - پیمان ابدی، بدلکار

## درگذشت‌ها
- ۱۳۴۲ - طیب حاج رضایی، زندانی سیاسی
- ۱۳۵۰ - داوود پیرنیا، موسیقی‌دان و مؤسس برنامهٔ گلها
- ۱۳۷۳ - سید رضا صدر، عالم دینی
- ۱۳۹۹ - عزت‌الله جامعی ندوشن، تهیه‌کننده سینما و تلویزیون
- ۱۴۰۰ - سیروس آموزگار، سرپرست وزارت اطلاعات و جهانگردی در کابینه شاپور بختیار